# Zgromadzenie Najwyższe Tadżykistanu
Parlament Tadżykistanu składa się z dwóch izb w skład których wchodzi izba wyższa - Zgromadzenie Najwyższe (tadż. Majlisi Milliy). 
W skład Zgromadzenia wchodzi 33 posłów, 25 wybranych w wyborach na pięcioletnią kadencję oraz 8 wybranych przez prezydenta kraju.